# Astronomija u 240. pr. Kr.
◄◄ | ◄ | 243. pr. Kr. | 242. pr. Kr. | 241. pr. Kr. | 240. pr. Kr.  | 239. pr. Kr. | 238. pr. Kr. | 237. pr. Kr. | ► | ►►
Astronomija
Astronomija u 240. pr. Kr.

## Svijet

### Otkrića
- U rasponu od 23. do 30. ožujka, jer kalkulacije odudaraju, prvi pouzdani o Halleyjevu kometu. 30. ožujka je najvjerojatniji nadnevak. U Kini su uočili su zvijezdu oblika metle.[1] Optužili su ga za smrt udove carice.

## Vanjske poveznice
|  | Zajednički poslužitelj ima još gradiva o temi Astronomija u 240. pr. Kr. |